# Sina-Aline Kirschner
Sina-Aline Kirschner (* 31. Juli 1993) ist eine deutsche Fußballspielerin. Sie steht beim Drittligisten 1. FC Riegelsberg unter Vertrag.

## Karriere
Kirschner spielte erstmals im Seniorinnenbereich für die zweite Mannschaft des 1. FC Saarbrücken. Vom Saisonauftakt am 15. August 2010 bis zum Saisonausklang am 22. Mai 2011 wurde sie in allen 22 Saisonspielen in der drittklassigen Regionalliga Südwest eingesetzt. Ihr Debüt bestritt sie bei der 2:4-Niederlage im Auswärtsspiel gegen den FSV Jägersburg und ihr einziges Saisontor erzielte sie am 15. Mai 2011 (21. Spieltag) beim 5:1-Sieg im Heimspiel gegen die Frauenspielgemeinschaft Blau-Weiß DJK Niederlosheim mit dem Treffer zum  4:1 in der 83. Minute. In diesem Zeitraum kam sie zweimal für die erste Mannschaft zum Einsatz – bei ihrem einzigen Bundesligaspiel am 20. Februar 2011 (20. Spieltag) bei der 0:7-Niederlage im Auswärtsspiel gegen den 1. FFC Turbine Potsdam mit Einwechslung für Sarah Karnbach in der 42. Minute, und im ersten Spiel der Gruppe 1 des Bundesliga-Cup-Wettbewerbs 2011.
In der Saison 2011/12 und der Hinrunde der Saison 2012/13 bestritt sie 29 Punktspiele für den in der Regionalliga Südwest vertretenen SV Furpach, in denen ihr vier Tore gelangen. Nach Saarbrücken zurückgekehrt, kam sie für die erste Mannschaft in der Rückrunde der Saison 2012/13 in acht und in vier Punktspielen der Folgesaison in der Gruppe Süd der seinerzeit zweigleisigen 2. Bundesliga zum Einsatz, wie auch am 21. April 2013 (15. Spieltag) bei der 1:2-Niederlage im Heimspiel gegen den 1. FFC Montabaur für die zweite Mannschaft. Der zweiten Mannschaft gehörte sie anschließend von 2013 bis 2018 an, bevor sie zum Verbandsligisten SV Göttelborn wechselte und mit sieben Toren in acht Punktspielen zum Aufstieg in der Regionalliga Südwest beitrug. In dieser Spielklasse trug sie mit zehn Punktspielen zum zweiten Platz am Saisonende bei.
Mit einem erneuten Vereinswechsel spielt sie seit der Saison 2020/21 für den 1. FC Riegelsberg in der vorgenannten Spielklasse.